# Blue Jeans (singel Ladytron)
„Blue Jeans” – singel brytyjskiego zespołu muzyki elektronicznej Ladytron, wydany 10 marca 2003 roku przez wytwórnię Telstar. Ukazał się na płytach 7" i 12" oraz na płycie kompaktowej.
Jest to drugi singel z drugiego albumu zespołu Ladytron pn. Light & Magic wydanego 17 września 2002 roku, a jego producentami byli Daniel Hunt oraz Mickey Petralia.
Bardziej rockowa wersja zatytułowana „Blue Jeans 2.0” znalazła się w albumie kompilacyjnym Softcore Jukebox wydanym w 2003 roku.

## Lista utworów
| „Blue Jeans” (CD – Telstar – CD STAS 3311) | „Blue Jeans” (CD – Telstar – CD STAS 3311)      | „Blue Jeans” (CD – Telstar – CD STAS 3311) |
| Nr                                         | Tytuł utworu                                    | Długość                                    |
| ------------------------------------------ | ----------------------------------------------- | ------------------------------------------ |
| 1.                                         | „Blue Jeans (Single Version)”                   | 3:46                                       |
| 2.                                         | „Blue Jeans (Josh Wink's Vocal Interpretation)” | 6:06                                       |
| 3.                                         | „Seventeen (Slam Remix)”                        | 7:28                                       |
|                                            |                                                 | 17:20                                      |

| „Blue Jeans” (7" – Telstar – 7STAS3311) | „Blue Jeans” (7" – Telstar – 7STAS3311) | „Blue Jeans” (7" – Telstar – 7STAS3311) |
| Nr                                      | Tytuł utworu                            | Długość                                 |
| --------------------------------------- | --------------------------------------- | --------------------------------------- |
| 1.                                      | „Blue Jeans (Single Version)”           |                                         |
| 2.                                      | „Blue Jeans (Interpol Remix)”           |                                         |

| „Blue Jeans” (12" – Telstar – 12STAS3311) | „Blue Jeans” (12" – Telstar – 12STAS3311)       | „Blue Jeans” (12" – Telstar – 12STAS3311) |
| Nr                                        | Tytuł utworu                                    | Długość                                   |
| ----------------------------------------- | ----------------------------------------------- | ----------------------------------------- |
| 1.                                        | „Blue Jeans (Josh Wink's Vocal Interpretation)” |                                           |
| 2.                                        | „Seventeen (Slam Remix)”                        |                                           |
| 3.                                        | „Blue Jeans (Josh Wink's Dub Interpretation)”   |                                           |

Źródła:

## Teledysk
Teledysk do piosenki „Blue Jeans” miał swoją premierę w 2003 roku. Jego reżyserami byli James Slater i Neil McLean.

## Pozycje na listach przebojów
| Organizacja | Lista                        | Najwyższa pozycja | Źr.    |
| ----------- | ---------------------------- | ----------------- | ------ |
| OCC         | UK Singles Chart             | 43                | [ 11 ] |
| OCC         | UK Physical Singles Chart    | 43                | [ 11 ] |
| OCC         | UK Dance Singles Chart       | 4                 | [ 11 ] |
| OCC         | UK Independent Singles Chart | 3                 | [ 11 ] |